# Armenski genocid
Armenski genocid je skupno ime za dve obdobji, v katerem je vojska Otomanskega cesarstva na ozemlju današnje vzhodne Turčije pobila in izselila veliko število Armencev, s čimer je na tem ozemlju izumrla zahodna armenščina.

## Prvi pokol Armencev
Leta 1890 je v Otomanskem cesarstvu živelo 2,5 milijona Armencev, od katerih jih je bila večina vernikov armenske katoliške ali armenske pravoslavne cerkve. Rusija je Armence vzpodbujala v njihovih zahtevah po avtonomiji, saj je želela oslabiti Otomanski imperij, da bi zavzela Konstantinopel. Čeprav je avtonomistično gibanje hitro raslo, je bil Abdul-Hamid odločen obdržati nadzor.
Otomanska vlada je vzpodbujala protiarmenska čustva med Kurdi, ki so bili sosedi Armencev, zaradi česar in zaradi povišanja davkov, so Armenci začeli vstajo. Otomanske vojaške ter kurdske paravojaške enote so leta 1894 pobile na tisoče Armencev in požgale več vasi. Dve leti pozneje so Armenski revolucionarji zasedli Otomansko banko v Istanbulu, da bi pritegnili pozornost mednarodne javnosti. Združbe predvsem Muslimanskih Turkov so nato pobile 50.000 Armencev. Raven vpletenosti otomanske vlade v te združbe ni dobro znana in je stvar razprave.

## Drugi pokol Armencev
Rusko carstvo in Otomansko cesarstvo sta vstopili v I. svetovno vojno na nasprotnih straneh. Turki so v Armencih kmalu videli rusko peto kolono. Armenske paravojaške enote so sicer zares pomagale Rusom, dogajali so se tudi zločini nad muslimanskim prebivalstvom zato je Otomanska oblast Februarja 1915 vseh 60.000 mobiliziranih armenskih vojakov zaprla v delovna taborišča. Armencem iz bližine fronte (podobna usoda pa je doletela tudi tiste, ki so živeli daleč od frontne črte) so ukazali, naj pešačijo proti negostoljubnim puščavskim predelom Sirije in Mezopotamije, 24. aprila pa so v Konstantinoplu in drugih pomembnejših turških mestih aretirali in deloma pobili armensko inteligenco. 
Skupno naj bi umrlo približno milijon in pol ljudi, preživeli pa se po vojni niso mogli vrniti domov in so ze tako izselili bodisi v ruski del Armenije bodisi v Zahodno Evropo, Severno Ameriko in Avstralijo.
Te rane med Armenijo in Turčijo še danes niso povsem zaceljene in še vedno vplivajo na odnose med državama. Armenija vztraja, da so dogodki bili skrbno načrtovani in da se jih tako lahko označi samo kot genocid. To stališče je v letih 1985 in 1986 zavzela tudi OZN, leto kasneje pa še Evropski parlament. Turčija po drugi strani še danes trdi, da to ni bil genocid in da so le nekateri poveljniki »šli nekoliko predaleč«. Nekatere armenske organizacije (npr. ASALA) so v drugi polovici 20. stoletja s terorističnimi napadi neuspešno poskušale prepričati Turčijo, naj spremeni stališče. 
Kakorkoli že, jasno pa je, da je mednarodna skupnost vedela za te dogodke, a ni reagirala drugače (z izjemo ameriškega veleposlanika) kot z mlačnimi protesti veleposlanikov. To je spodbudilo tudi Hitlerja, da je v pripravah na »dokončno rešitev židovskega vprašanja« izjavil: »Kdo pa dandanes sploh še omenja iztrebljenje Armencev?«

## Spominski park v Erevanu
Leta 1965, ob obeležitvi 50. obletnice genocida, se je pojavila zamisel o postavitvi spomenika, ki je bil po načrtih arhitektov Kalašjana in Mkrtčjana že dve leti kasneje, se pravi leta 1967, postavljen na griču Cicernakaberd nad sotesko reke Hrazdan. 44 metrov visok obelisk simbolizira ponoven preporod Armencev. Poleg stoji v krog postavljenih 12 blokov, ki predstavljajo 12 izgubljenih provinc na ozemlju današnje Turčije. Znotraj tega kroga gori večni ogenj. Od spomenika vodi park s 100 metrov dolgim zidom. Na njem so izpisana imena krajev, za katere je znano, da so se v njih dogajali pokoli. Na koncu tega parka so leta 1995 odprli manjši muzej, kjer je predstavljenih nekaj osnovnih informacij o dogodkih, razstavljenih je nekaj fotografij nemških fotografov (otomanski zavezniki med 1. svetovno vojno) ter publikacij o genocidu v različnih jezikih. Poleg muzeja se nahaja tudi prostor, kamor tuji državniki zasajajo spominska drevesa.